# 马家堡镇
马家堡镇，是中华人民共和国甘肃省临夏回族自治州和政县下辖的一个乡镇级行政单位。

## 行政区划
马家堡镇下辖以下地区：
马家集村、张湾村、杨台村、脖项村、中庄村、马家村、台子村、小河村和团咀村。